# Аслинг
Аслинг (нем. Aßling) — община в Германии, в земле Бавария.
Подчиняется административному округу Верхняя Бавария. Входит в состав района Эберсберг. Подчиняется управлению Аслинг. Население составляет 4299 человек (на 31 декабря 2010 года). Занимает площадь 31,38 км².